# Диагенеза
Диагенезата (на гръцки: δια... – представка, означаваща завършеност и γένεσις – раждане, възникване) е етап от литогенезата, при който протичат естествени процеси на трансформация на утайките в седиментни скали, депонирани в горната зона на земната кора. Те могат да бъдат отложени на дъното на водните басейни или на сушата.

## История
Понятието диагенеза е въведено в науката през 1888 г. от немския геолог, барон Карл Вилхелм фон Гюмбел, който включва в нея целия набор от промени в утайките, от първоначалната им форма до превръщането им в метаморфни скали. По-късно германският геолог Йоханес Уолтър и руският Александър Ферсман влагат ново значение в процеса на диагенеза, като стесняват обхвата ѝ. Според тяхната теория, тя се отнася само до превръщането на утайката в седиментна скала. По-късните етапи на трансформации се отнасят към следващите цикли на литогенезата – катагенеза и метагенеза.
Днес значението на диагенезата се тълкува по различен начин от западната и руската теория. Според западните учени, през този цикъл утайките се променят от първоначалната си форма до крайния скален метаморфизъм. Според руските литолози диагенезата обхваща само периода на първите моменти на преобразуване на утайката – превръщането ѝ в седиментни скали, отделяйки по-късните трансформации на самата скала в следващите два етапа – катагенеза и метагенеза. Диагенезата се приема като етап на физико-химично балансиране на утайките, които първоначално представляват неравновесна физикохимична система, силно оводнена и богата на органични вещества – както живи (бактерии), така и останки от флората и фауната.

## Протичане на диагенезата
Диагенезата може да протече както под вода, така и на сушата. Тази, която протича във водоеми се нарича субаквална, а онази, която се извършва на сушата – субаерална. Дълбочината на действие на процесите на диагенезата е от порядъка на десетки метра, понякога достигайки 100 – 300 м, а в океаните могат да се развият до 500 – 1000 м. Продължителността варира от десетки до стотици хиляди години.
Най-ранният от процесите на балансиране е усвояването от организмите на свободен кислород от утайките, след което започва редукцията на оксиди, като постепенно средата се превръща от окисляваща в редуцираща. Твърдите фази от SiO2, CaCO3, MgCO3, SrCO3 и други вещества в утайката, които дълго време са били в контакт с водата, постепенно се разтварят, превръщайки я в наситен разтвор. Органичните вещества се разлагат, като частично преминават в газове (CO2, NH3, H2, N2, CH4 и др.), частично във водоразтворими съединения, натрупващи се във водата и трета част се включва към твърдата фаза на утайката.
В резултат на тези процеси съставът на водата, проникваща в утайките се променя радикално. В по-голяма или по-малка степен тя губи сулфати, алкалният ѝ резерв рязко се увеличава и се обогатява с катиони от Fe2, Mn2, SiO2, органична материя, фосфор и други. Водата губи кислород, вместо който се натрупват H2S, CH4, CO2, NH3, H2 и други. Окислително-възстановителният потенциал (Eh) рязко спада до минус 150 – 300 mV, а водородният показател (рН) варира от 6,8 до 8,5. Възниква геохимична среда, която рязко се различава от тази на дънните води, въпреки че се намира в непосредствена близост до тях.
Образуването на специфични разтвори дава тласък на два важни процеса. Първият е обменът между дънната вода и утайките. Изчезващите в хода на диагенезата кислород, сулфатните йони и частично калций и манган, проникват и се смесват с утаечните разтвори в дънната вода и се поглъщат от утайките. От друга страна, газовете, натрупани в утайките бавно преминават в дънната вода. Този обмен на веществата обхваща утайките на дълбочина 2 – 4 м.
Вторият процес е още по-значителен и протича само в утайките. Комбинацията от някои йони в съдържащата се в утайките вода, постепенно насища разтвора с различни вещества, които се концентрират в утайките, образувайки минерали като глауконит, фосфорити, лептохлорити, сидерит, родохрозит, виванит, зеолити, сулфиди на Fe, Pb, Zn, Cu и други. С началото на образуването на тези минерали процесите на редукция, разтваряне и десорбция не спират, а се установява характерно стабилно съотношение между тях и автогенните минерали.

## Фази
При развитието на диагенезата една част от промените настъпва преди утайката да се превърне в утаечна скала (ранна диагенеза), а другата – във вече оформената утаечна скала (късна диагенеза).

### Ранна диагенеза
При този етап се образуват конкреции, протича прекристализация на утайките, преход на минералите от по-неустойчиви модификации в по-устойчиви, извличат се разтворимите соли, утайките се дехидратират и започва тяхната циментация. Сред утаечните скали, под формата на ясни кристални конкреции, често се срещат марказит, барит, сидерит, флуорит, възникнали поради локална концентрация и прекристализация на съответния фино диспергиран материал. Преходите на минерали към по-стабилни модификации са чести – арагонитът се превръща в калцит, опалът в халцедон и след това в кварц, марказитът в пирит и други. Поради взаимодействието между компонентите на утайката и органичната материя, от кафявите железни оксиди може да се образува сидерит, а от гипса – сяра.
Цикълът включва етапите на окисляване и редукция на минералообразуването. Етапът на окисляване е свързан с най-горния седиментен слой, който все още съдържа кислород. При него се образуват глауконит, фосфати, зеолити, понякога опал. Редуциращият протича в по-дълбоките слоеве, които вече са загубили кислорода си. При него се генерират карбонати, фосфати, силикати, тежки метали и сулфиди на желязото, оловото, цинка, медта и други.

### Късна диагенеза
Това е етап на преразпределение. Образуването на минерали не се прекратява с процеса на балансиране в утайките. Много процеси, започнали на етапа на ранната диагенеза, могат да продължат, но възникналите утаечни образувания също могат да претърпят промени под въздействието на околната среда. Разнообразието от физични и химични условия (рН, Eh, концентрация на йоните) в различните части на утайката води до ново преразпределение на минералите. Частиците, които първоначално са разпределени сравнително равномерно, започват да напускат едни места и да се сгъстяват на други.
Едновременно с образуването на диагенетични минерали утайката губи свободна вода и частично се уплътнява. Създават се зони от петна с неопределени форма, лещи, конкреции, наслоявания и други. Появяват се калций, доломит, сидерит, кремък, пирит и други минерални конкреции. Утайките се литифицират до известна степен, но слабо и само локално. Пълната литификация се постига в по-късните етапи на катагенеза и метагенеза. Този по-късен етап на диагенезата има голямо значение за формирането на рудни залежи на много химически елементи – олово, манган, мед и други.
Преразпределението по време на диагенезата на веществата вътре в утайките може да доведе до концентрацията им в отделни слоеве и създаване на индустриално ценни натрупвания от минерали. Така се образуват сидеритни руди, самородна сяра и други. С процеса на диагенезата са свързани също находищата на изкопаеми горива и нефт.